# Cyphon samuelsoni
Cyphon samuelsoni es una especie de coleóptero de la familia Scirtidae.

## Distribución geográfica
Habita en Islas Carolinas (Oceanía).